# Széleslevelű ujjaskosbor
A széleslevelű ujjaskosbor (Dactylorhiza majalis) a kosborfélék családjába tartozó, Európában honos, lápréteken élő, Magyarországon védett növényfaj.

## Megjelenése
A széleslevelű ujjaskosbor 25–40 cm magas, lágyszárú, évelő növény. Ikergumói a talajban találhatók. Vastag, üreges szárán 4-6 levél található, melyek alakja tojásdad, hosszúkás-tojásdad vagy lándzsás, a legnagyobb alsók hossza 8–14 cm, szélessége 3–5 cm. A levelek felső oldalán többnyire bíborosbarna, feketés foltok látszanak, ritkán egyszínűek. A virágok murvalevelei sötétbíboros színűek, 1,5-3,2 cm hosszúak és 0,4-0,6 cm szélesek.
Májustól júniusig virágzik. Virágzata tömött, eleinte kúpos majd a felső virágok kinyílásával hengeres fürt, amelyet 12-24 (60)sötét bíborszínű, lilásvörös, esetenként rózsaszín vagy fehér virág alkot. A külső lepellevelek (szirmok) közül a külsők elállók, alakjuk tojásdad-lándzsás, hosszuk 8–12 mm, szélességük 3-4,5 mm. A középső külső lepellevél, valamint a belső lepellevelek sisakká borulnak össze. A mézajak hossza 7–9 mm, szélessége 8–14 mm, gyengén háromkaréjú, rajta vonalakból és pontokból álló, sötétebb bíborszínű vagy lila mintázat látható. A sarkantyú enyhén lefelé hajlik, hossza 7,5–10 mm, vastagsága 2-3,5 mm.
Termése 10–15 mm hosszú, 4–6 mm vastag toktermés, benne átlagosan 10 200 (2800-21 000) apró maggal.

## Elterjedése
Európai faj, elterjedésének nyugati határát a Brit-szigetek alkotják, míg, az északit Dél-Skandinávia, a keletit az Urál-hegység, a délit pedig Észak-Spanyolország, -Olaszország és az Észak-Balkán. 2600 méteres magasságig is hatol. Magyarországon montán-kollin faj, leggyakoribb a magasabb hegyvidékeken (állományainak 32%-a itt található), míg az alacsonyabb hegyvidékre 29%, a dombvidékre 28% jut. Legtöbb példánya az Északi-középhegységben, az Őrségben és a Zalai-dombságon él; szórványosan megtalálható a Vértesben, a Balaton-felvidéken, Sopron és Kőszeg környékén is.  

## Életmódja
Lápréteken, mocsárréteken, kaszálókon, forráslápokon, magaskórósokban, szőrfőgyepekben él. A talaj kémhatását illetően nem különösebben válogatós, élőhelyein a talaj pH-ját 5,1-7,8 közöttinek (átlagosan 6,4) mérték. Fény- és vízigényes, legfeljebb az enyhe árnyékolást tűri el.
A csírázás után a negyedik évben fejleszt először zöld hajtást. 5-8 évesen kezd el virágozni és ezután kb. még 10 évig él. Viszonylag kevéssé mikotróf, gyökérsejtjeinek 12%-a érintkezik a gombaszimbiontával és nitrogénforgalmának 26%-a származik a gombától. Partnere általában a Ceratobasidium és a Tulasnella nemzetségbe tartozik.
Hajtásai áprilisban bukkannak elő.  Május elejétől június végéig virágzik, középnapja május 27. Megporzásáról különböző méhek, poszméhek (Opis, Bombus, Eucera, Halictus, Nomada, Osmia fajok) gondoskodnak. A megtermékenyülés hatékonysága 27-57%-os. A termések júliusra érnek be. Az egy példány által termelt magok száma átlagosan 43 ezer, kivételesen a 150 ezret is elérheti. Kultúrában könnyen szaporodik vegetatívan is. Nemzetségének számos tagjával hibridizálódhat; Magyarországon eddig a foltos ujjaskosborral alkotott hibridjét figyelték meg.

## Természetvédelmi helyzete
A széleslevelű ujjaskosbor nagy területen elterjedt, helyenként gyakori faj. A Természetvédelmi Világszövetség Vörös listáján "nem fenyegetett" státusszal szerepel. A talaj kiszáradására vagy a kaszálás elmaradását követő cserjésedésre, beerdősülésre igen érzékeny, létszáma ilyenkor gyorsan visszaesik.  Magyarországon eddig összesen 107, 1990 óta 70 állományát mérték fel, visszaszorulása 35%-os. Teljes egyedszámát néhány tízezres nagyságrendűre becslik. 1982 óta védett, természetvédelmi értéke 10 000 Ft.

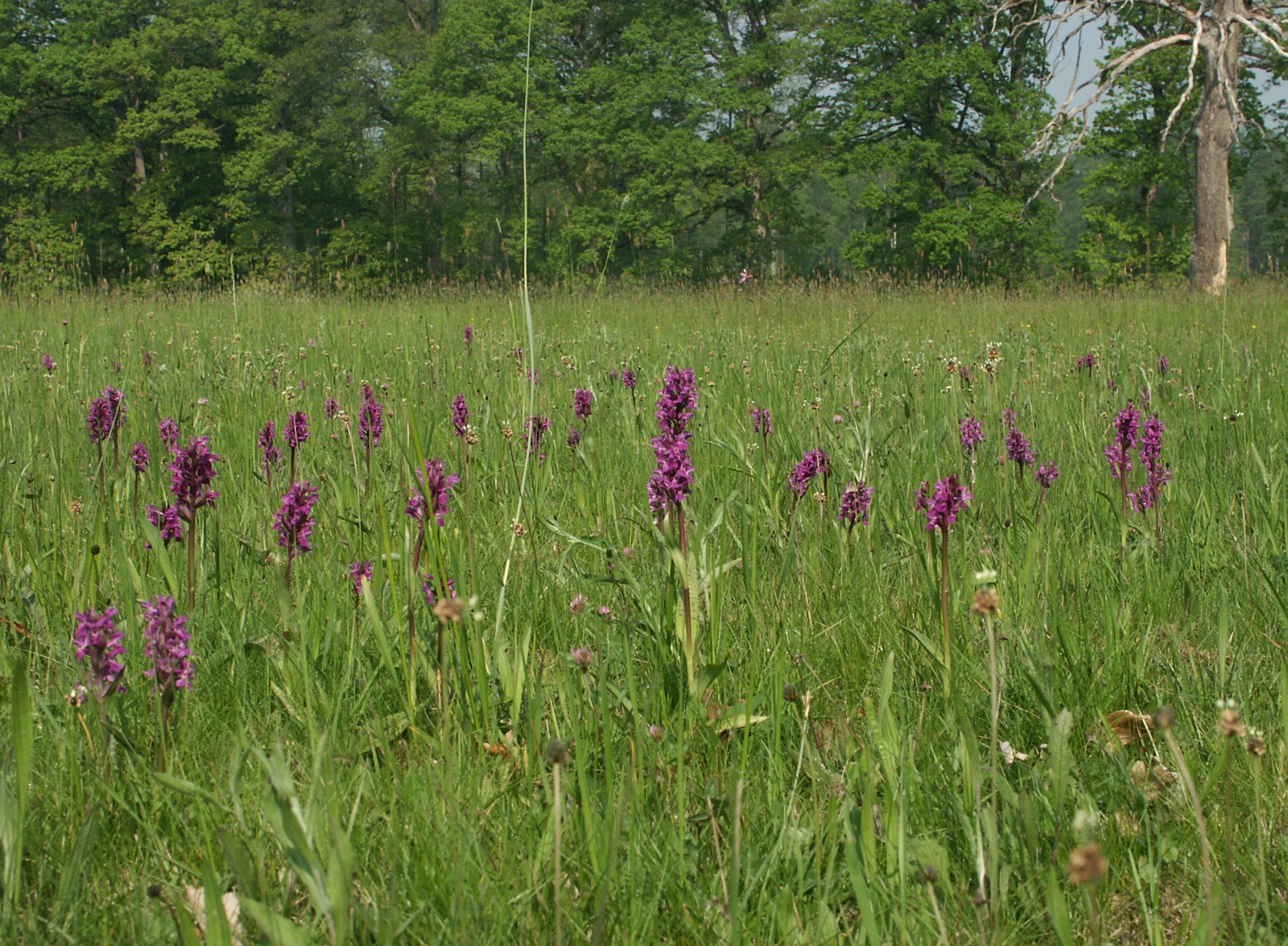
Élőhelyén
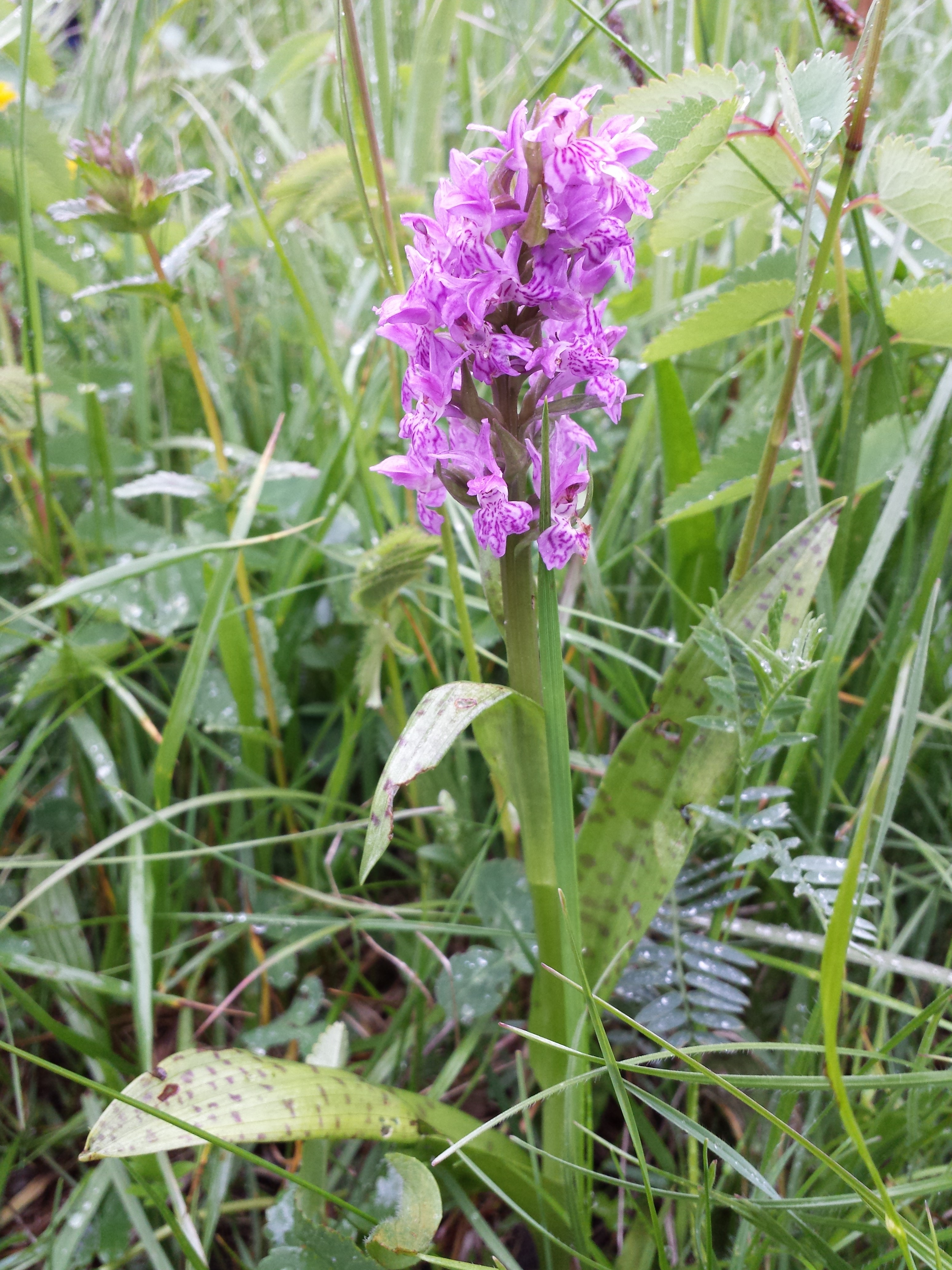
Habitusa
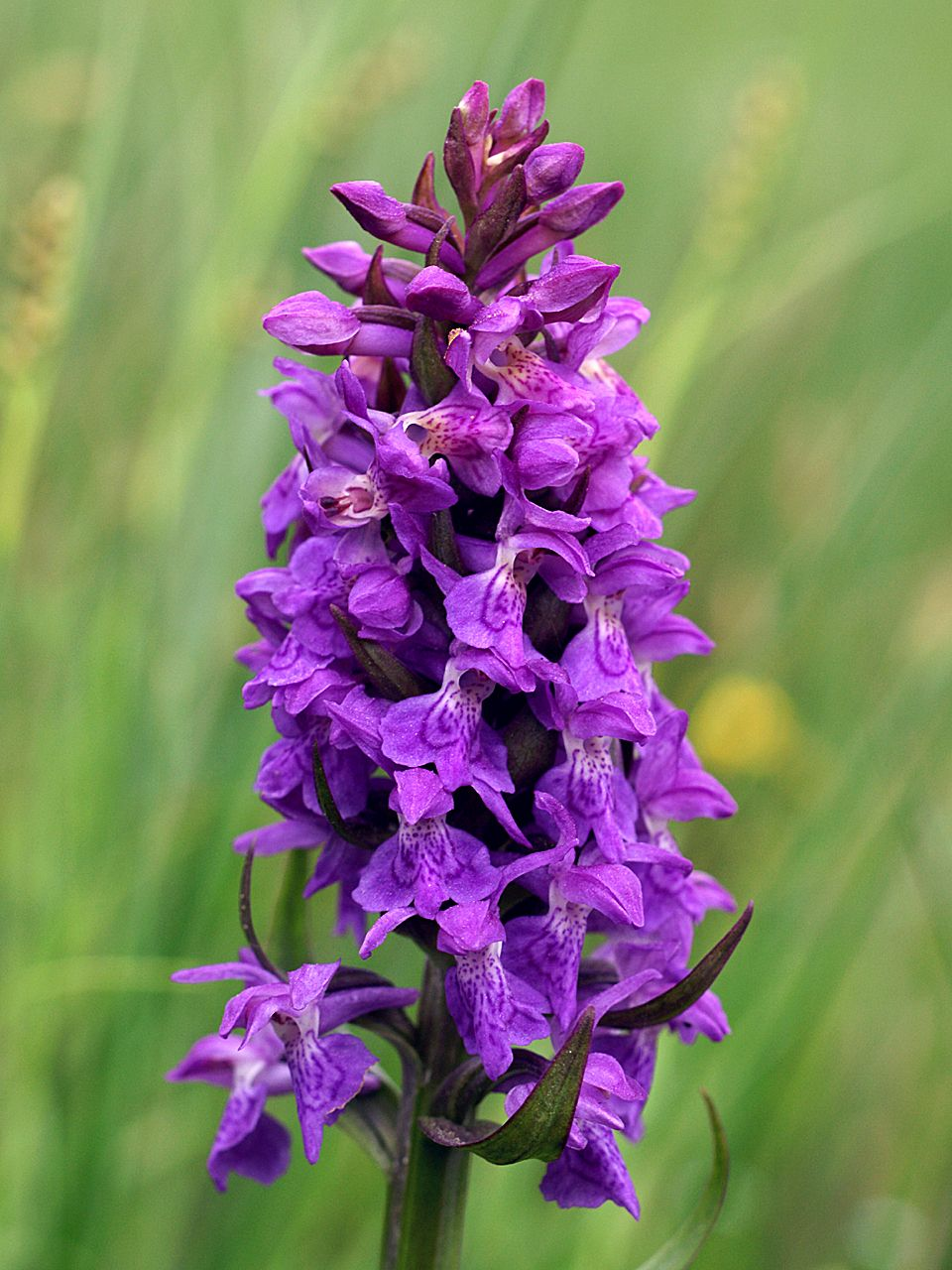
Virágzata
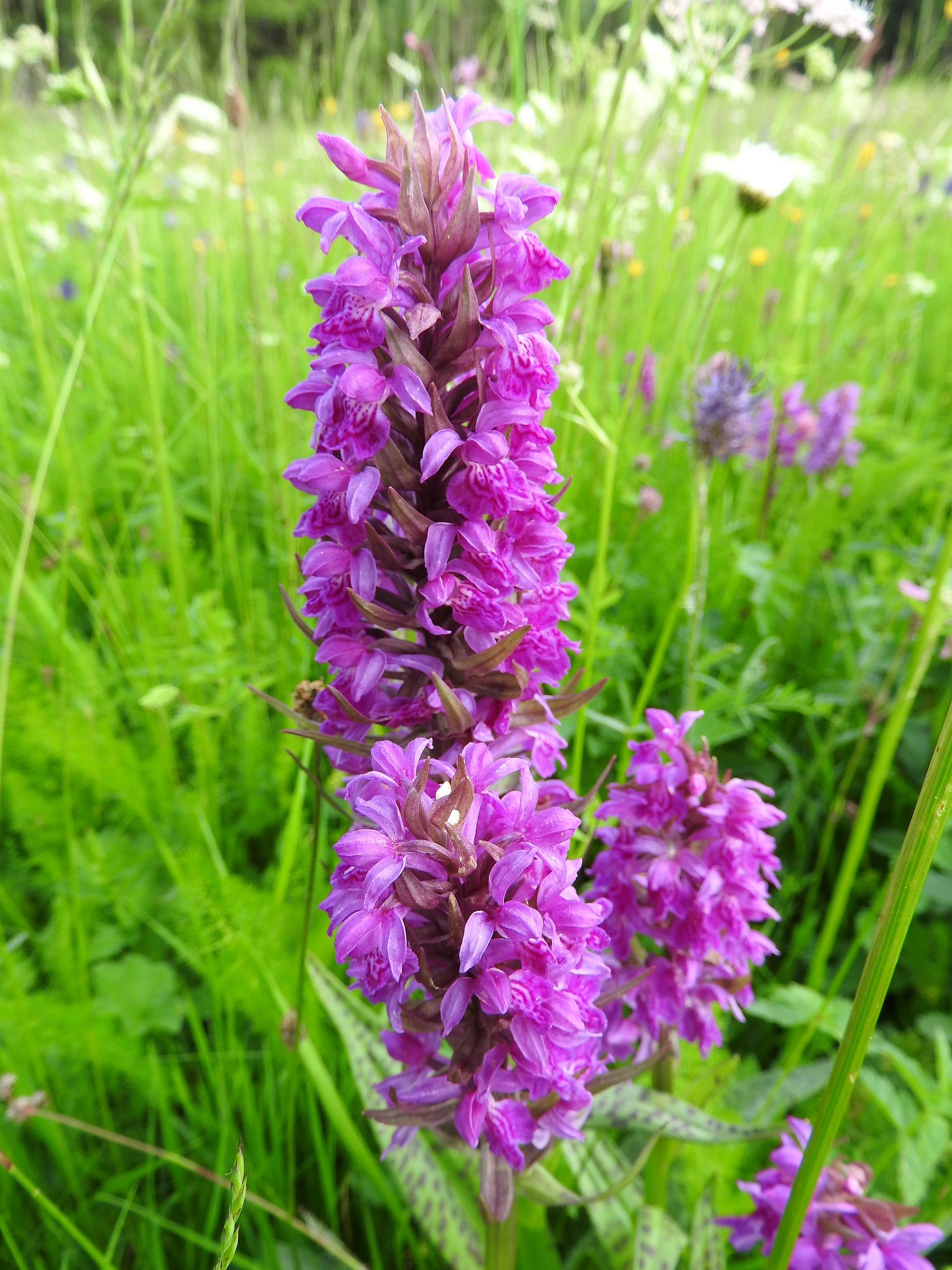
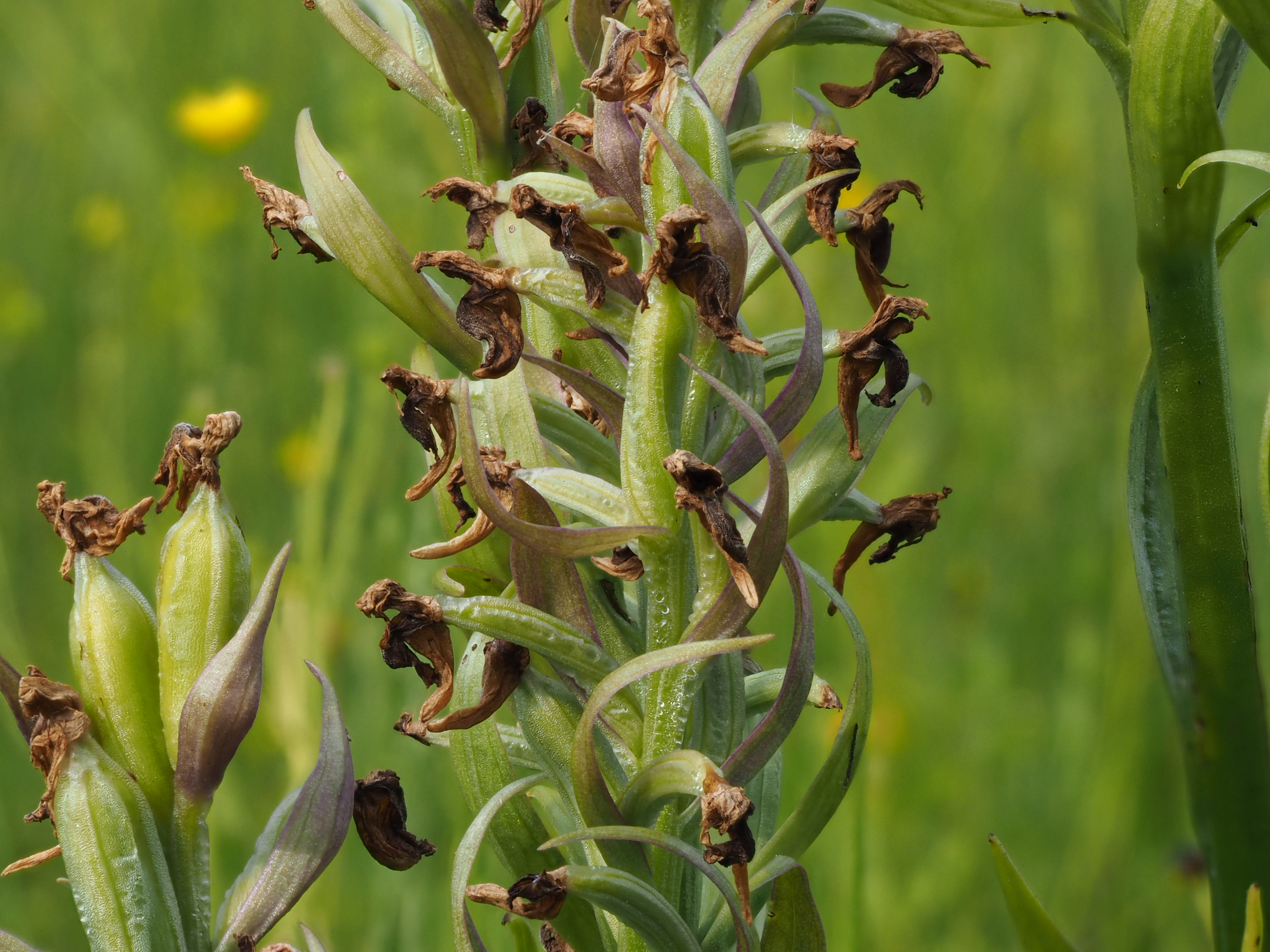
Termése
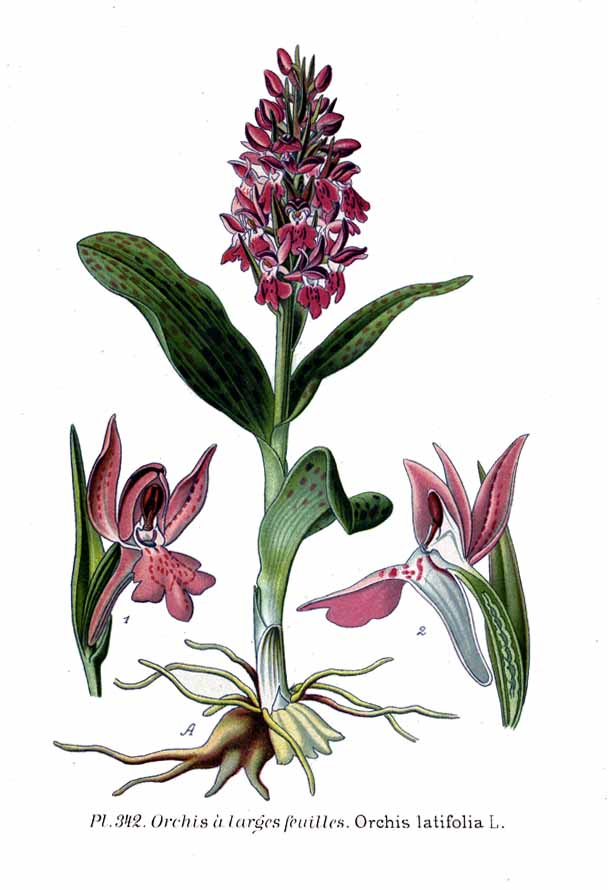
Ábrázolása egy francia botanikakönyvben (1891)